# Упачара

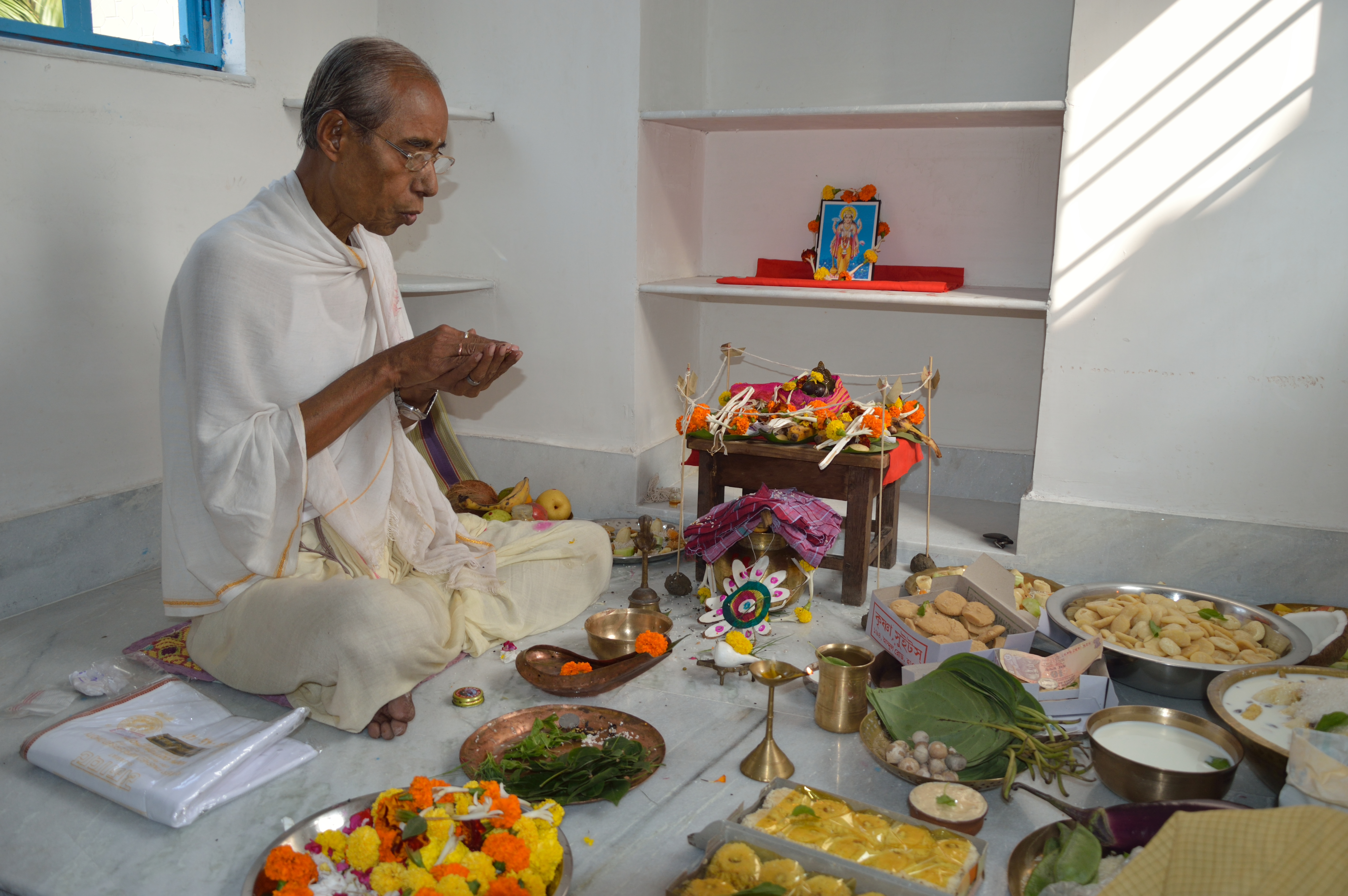
Домашняя пуджа для Вишну, представлены все ритуальные принадлежности для упачара

Упачара (उपचार; upachara; услуга или вежливость) — в индуизме упорядоченная последовательность действий, совершаемых во время ритуального служения божеству (пуджи).
В ходе пуджи божеству предлагаются фрукты, специально приготовленная пища, вода, благовония, цветы и другие подношения. Каждая сампрадая имеет собственные правила для выполнения ритуала, которым должны следовать ее члены. Как акт преданности ритуал является одновременно служением божеству и средством завоевать его расположение. Ритуал, ежедневно проводимый в домашних условиях, представляет собой сокращенную версию служения, выполняемого в храмах, особенно в праздничные дни.
Различается четыре группы упачар. Во-первых, божество призывается и приглашается войти в свой образ. Во-вторых, божество омывается, предлагается вода для мытья ног. В третьей, основной, группе божеству предлагаются различные подношения, от одежды и благовоний до духов и цветов. В четвертой, последней, группе божеству изъявляют почтение и его провожают.

Хотя упачара отличается в зависимости от характера пуджи, типичный набор состоит из 16 упачар (действий). Наиболее распространенные включают следующие:
| Действие (eng)          | Действие (рус)            | Значение                                                                       |
| ----------------------- | ------------------------- | ------------------------------------------------------------------------------ |
| avahana                 | авахана                   | призывание или приглашение божества                                            |
| asana                   | асана                     | предложение места для пребывания божества                                      |
| svagata                 | свагата                   | приветствие                                                                    |
| padya                   | падья                     | предложение воды для омовения стоп                                             |
| arghya                  | аргья                     | предложение воды полоскания рта и рук                                          |
| acamaniya               | ачаманья                  | предложение нескольких глотков воды                                            |
| madhuparka              | мадхупарка                | предложение воды с медом                                                       |
| snana, abhisheka        | снана или абхишека        | омовение или купание                                                           |
| vastra                  | вастра                    | одевание или предложение одежды                                                |
| gandha                  | анулепана или гандха      | обрызгивание духами                                                            |
| yagnopavit, mangalsutra | ягнопавит или мангалсутра | одевание священного шнура (мужской образ) или ожерелье невесты (женский образ) |
| pushpa                  | пушпа                     | предложение цветов                                                             |
| dhupa                   | дхупа                     | воскурение ароматных благовоний                                                |
| dipa                    | дипа или арати            | предложение огня в виде зажженной лампы с камфорой или маслом                  |
| naivedya, prasada       | найведья или прасада      | предложение пищи                                                               |
| namaskara, praanma      | намаскара или пранама     | приветствие или простирание                                                    |
| parikrama, pradakshina  | парикрама или прадакшина  | обход вокруг божества*                                                         |
| visarjana               | висарьяна                 | прощание или проводы                                                           |

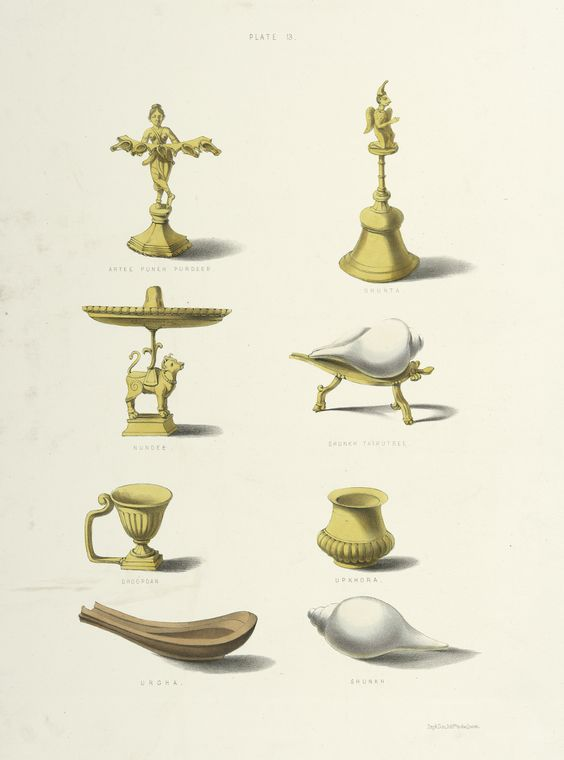
Набор для пуджи, цветной рисунок 1851 года

* в храме или домашней алтарной комнате, позволяющей обходить мурти вокруг.

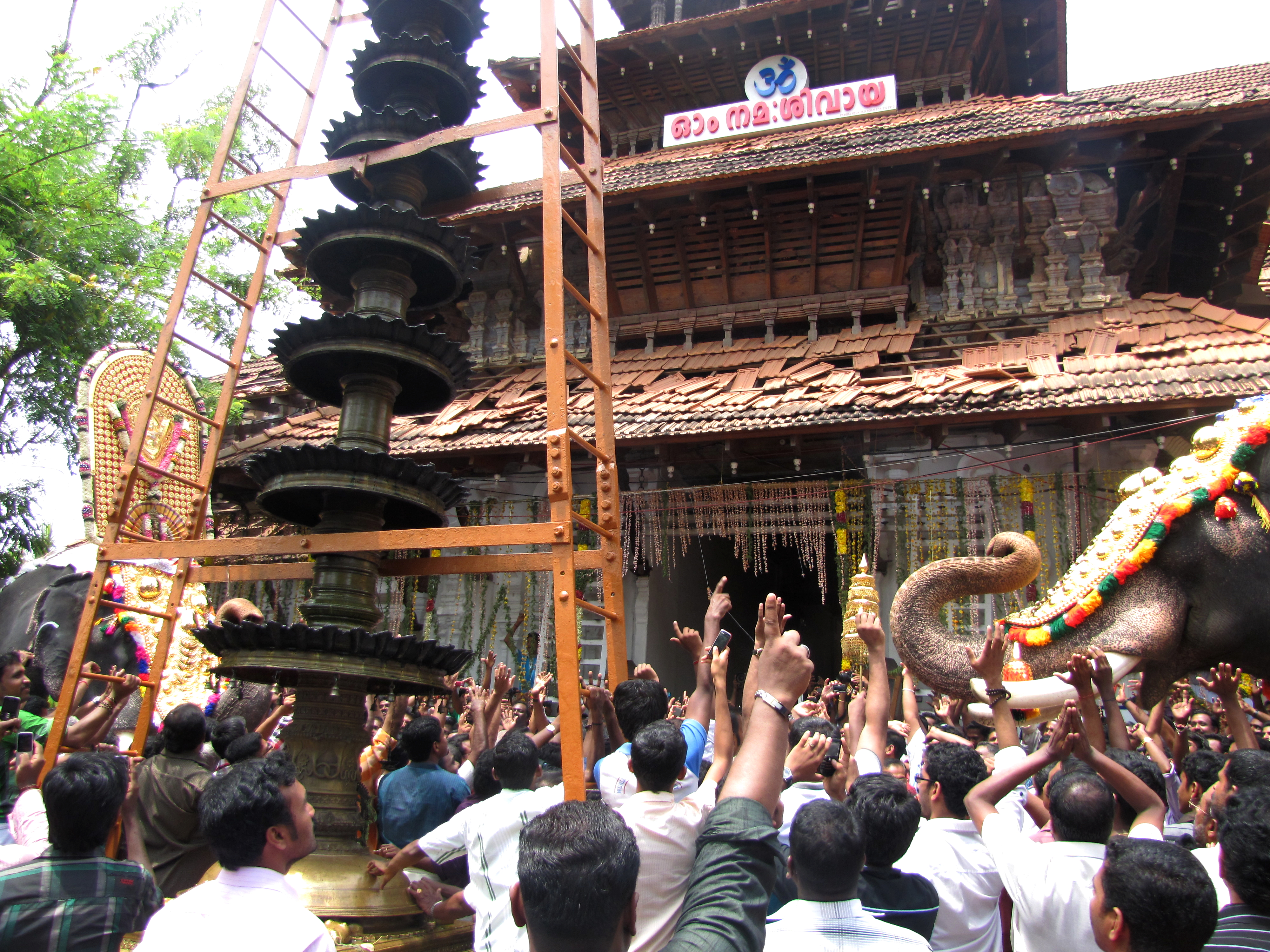
Фотография храмового служения с коллективной упачарой, Керала, Индия

Для всех действий необходимо несколько ритуальных предметов:
- шрува (sruva) — ложка для подношения топленого масла или воды;
- арати-дипа (arati-dipa) — лампа для предложение огня в виде зажженной масляной лампы или горящей камфоры;
- патра (patra) — металлическая тарелка прасада, еды, которая сначала предлагается божеству, а затем распределяется среди участников ритуала;
- ганта (ghanta) — колокольчик, в который звонят перед божеством;
- панапатра (panapatra) — чаша для предложения божеству воды;
- дипа (dipa) — подставка для масляной лампы с несколькими фитилями;
- падма (padma) — символический цветок лотоса, который должен быть открыт во время поклонения.